# والدوراپتور
والدوراپتور (نام علمی: Valdoraptor) نام یک سرده از راسته خزنده‌کفلان است.